# Giochi della Lusofonia 2009
I II Giochi della Lusofonia si sono svolti a Lisbona (Portogallo) dall'11 al 19 luglio 2009.

## Paesi partecipanti
Ai giochi hanno partecipato atleti provenienti da nove nazioni: Portogallo, Macao, Brasile, Capo Verde, Mozambico, Angola, Guinea Equatoriale, India, Sri Lanka, Guinea-Bissau, Timor Est e São Tomé e Príncipe.

## Sport
Gli atleti hanno gareggiato nei seguenti sport: 
- atletica leggera
- Pallacanestro
- beach volley
- calcio (maschile)
- futsal (maschile)
- judo
- tennistavolo
- taekwondo
- pallavolo

## Medagliere
Paese ospitante
| Giochi della Lusofonia 2009 |                     |      |        |        |        |
| Pos.                        | Paese               | Gold | Silver | Bronze | Totale |
| 1                           | Brasile             | 33   | 23     | 20     | 76     |
| 2                           | Portogallo          | 25   | 34     | 15     | 74     |
| 3                           | Angola              | 4    | 1      | 9      | 14     |
| 4                           | Macao               | 1    | 3      | 8      | 12     |
| 5                           | Capo Verde          | 1    | 1      | 5      | 7      |
| 5                           | India               | 1    | 1      | 5      | 7      |
| 5                           | São Tomé e Príncipe | 1    | 1      | 5      | 7      |
| 8                           | Sri Lanka           | 1    | 0      | 4      | 5      |
| 9                           | Mozambico           | 0    | 3      | 2      | 5      |
| Totale                      | Totale              | 67   | 67     | 73     | 207    |